# Paul Angoulvent
Paul Angoulvent (21 de abril de 1899 em Le Mans - 27 de julho de 1976 perto de Auxerre) foi um curador e editor de museu francês formado na HEC Paris. Transformou e dirigiu as Presses Universitaires de France a partir de 1934.

## Biografía
Paul-Joseph Angoulvent foi curador da Chalcographie du Louvre nas décadas de 1920 e 1930. Com Albert Morancé, editor de arte e diretor da Réunion des Musées Nationaux, publicou numerosos catálogos e monografias com coleções do museu do Louvre.
Em 1934, após a falência do principal acionista editorial, fundou a Quadriga, uma fusão da Presses Universitaires de France, e das três editoras Félix Alcan (associada ao sobrinho deste último, René Lisboa), Leroux (editor de história) e Rieder (literatura geral). A fusão veio ao encontro das necessidades da crescente população estudantil.
Em 1941, durante a ocupação alemã, Angoulvent lançava uma série de séries de livros de crescimento rápido, principalmente Que sais-je? coleção. Concentrou-se em muitas inovações que trouxeram sucesso imediato e sustentável ao PUF. Um elemento-chave da estratégia de Angoulvent foi o apoio ascendente e de baixo lucro a livros de qualidade para um vasto público.
Em 1944, após a Libertação, Angoulvent foi condenado por destituir Pierre-Marcel Lévi, o diretor judeu da sua editora. Angoulvent, que foi chefe da Comissão do Livro durante a ocupação, foi condenado a pagar a Lévi (1) 242.406 francos de uma só vez, (2) um montante igual ao montante total da sua remuneração durante os dois anos anteriores a 30 de outubro de 1940, acrescido de juros sobre esse valor; e (3) 250.000 francos em danos.
Depois de 1945, Angoulvent manteve o novo equilíbrio editorial estabelecido durante a ocupação, mas agora sob a defesa da cultura francesa e com um equilíbrio económico positivo, apesar da oposição demonstrada por académicos tradicionalistas, como Louis Bréhier. A par da diversificação editorial, acrescentou a aposta nas exportações, na modernização da produção e na rentabilidade da distribuição.
Admirador do modelo americano, Angoulvent publicou em 1960 o manifesto L'Édition au pied du mur: Ouvrage manifeste, sublinhando a situação da publicação científica francesa, apontando a anarquia das relações entre os sectores público e privado.
Angoulvent manteve-se presidente do PUF até 1968 e presidente do conselho fiscal até 1974. O seu filho Pierre Angoulvent foi presidente do conselho de 1968 a 1994.